# Witolda Walosczyk
Witolda Ewa Walosczyk (ur. 24 grudnia 1944 w Sieradowicach) – polska bibliotekarka, animatorka kultury.

## Życiorys
W 1964 ukończyła Państwowy Ośrodek Kształcenia Bibliotekarzy w Jarocinie, następnie w 1977 Państwowe Studium Kulturalno-Oświatowe i Bibliotekarskie we Wrocławiu o specjalności bibliotekarki. W latach 1962–1985 była bibliotekarką, potem kierowniczką czytelni i działu udostępniania. W latach 1985–2007 dyrektorka Miejskiej Biblioteki Publicznej w Nowej Rudzie. 
Członkini zarządu Stowarzyszenia Bibliotekarz Polskich, okręg Wałbrzych w latach 1983–1991 oraz Noworudzkiego Towarzystwa Kulturalnego. Była współorganizatorką Polsko-Czeskich Dni Kultury Chrześcijańskiej oraz Noworudzkich Spotkań z Poezją, wspierała Noworudzki Klub Literacki Ogma i jego działalność wydawniczą. Z jej inicjatywy w 1994 na nową siedzibę biblioteki oddano do użytku budynek browaru przy ul. Bohaterów Getta 10 w Nowej Rudzie, którego remont trwał od 1988. 

## Odznaczenia i wyróżnienia
- Krzyż Kawalerski Orderu Odrodzenia Polski (2005)[3][5]
- Złoty Krzyż Zasługi (dwukrotnie, po raz drugi w 1998)[6]
- Odznaka Zasłużony Działacz Kultury[3]
- Odznaka „Za Zasługi dla Województwa Wałbrzyskiego”[3]
- Medal „Za Zasługi dla Stowarzyszenia Bibliotekarzy Polskich”[3]
- Honorowa Odznaka Stowarzyszenia Bibliotekarzy Polskich[1][3]
- Medal „Biblioteka Magna Perennisque”[3]
- Zasłużona dla Miasta Nowa Ruda[3].